# Mykołajiwka (rejon białopolski)
Mykołajiwka (ukr. Миколаївка) – osiedle typu miejskiego na Ukrainie, w  obwodzie sumskim, w rejonie białopolskim. W styczniu 2020 roku liczyło 4201 mieszkańców.

## Położenie
Miejscowość położona jest 45 km od centrum rejonu i 10 km od stacji kolejowej Wyry.
Większość terytorium osiedla znajduje się na prawym brzegu rzeki Wyr, mniejsza - po lewej stronie. W górę rzeki przylegają wsie Pawłenkowe i Timiriaziwka, a w dół rzeki wsie Paszczenkowe i Hostynne, od zachodu przylega wieś Wesełe, a od południa wieś Suszyłyne.
Na rzece Wyr i jej prawym, bezimiennym dopływie powstały stawy.

## Historia
Mykołajiwka-Wyriwśka (ukr. Миколаївка-Вирівська) została założona w drugiej połowie XVII wieku przez chłopów i kozaków z prawego brzegu Ukrainy, którzy uciekli na lewy brzeg przed uciskiem polskiej szlachty i magnaterii i natychmiast wstąpili do sumskiego pułku słobodzkiego. Miejscowe dowództwo kozackie posiadało działki o wartości do 40 dziesięcin, a przydziały szeregowych Kozaków nie przekraczały 12 dziesięcin, przez co popadli w pańszczyznę do pułkowników i setników. Według stanu na 1778 roku we wsi mieszkało 949 chłopów, z czego 242 należało do pułkownika sumskiego Kondratjewa.
Po likwidacji pułków szeregowi Kozacy zostali zamienieni w obywateli wojskowych, którzy byli bliscy chłopom państwowym. W 1844 roku właścicielka ziemska wybudowała we wsi cukrownię, która zatrudniała 253 osoby - 183 mężczyzn, 58 kobiet i 12 nastolatków. W 1846 roku wybudowano we wsi cegielnię, która zatrudniała 8 robotników. We wsi rozpowszechniło się również różne rzemiosła – szewstwo, tkactwo, krawiectwo, garncarstwo, powstawały gorzelnie i browary.
Na początku lat 40. XX wieku we wsi mieszkało 3700 osób, istniały niepełna szkoła średnia oraz szkoła średnia, przedszkole, klub i kino.
W 1957 roku wieś otrzymała status osiedla typu miejskiego i otrzymało nazwę Żowtnewe (ukr. Жовтневе).
W styczniu 1989 r. populacja wynosiła 4 768 mieszkańców.
W styczniu 2013 roku populacja liczyła 4 350 mieszkańców.
19 maja 2016 roku Werchowna Rada ze względu dekomunizacji zmieniła nazwę miejscowości na Mykołajiwka.